# Bandiera dell'Udmurtia
La bandiera dell'Udmurtia è la bandiera ufficiale della repubblica federale udmurta dal 30 aprile 2002.

## Descrizione
La bandiera, di forma rettangolare, è composta da tre bande verticali di eguale dimensione, di colore: nero, bianco e rosso, con al centro una croce rossa a otto punte.
Il colore nero è il simbolo della terra e della stabilità, il rosso rappresenta il sole e la vita e il bianco la purezza morale.
La croce rappresenta il simbolo solare, un simbolo di protezione, secondo il folklore udmurto, che protegge l'uomo da disgrazie.